# 南湖北路街道
南湖北路街道，是中华人民共和国新疆维吾尔自治区乌鲁木齐市水磨沟区下辖的一个乡镇级行政单位。

## 行政区划
南湖北路街道下辖以下地区：
河滩社区、苏州路立交桥社区、新跃社区、宏怡社区、友好花园西社区、八家户社区和王家梁社区。